# SAT Airlines (Rusland)

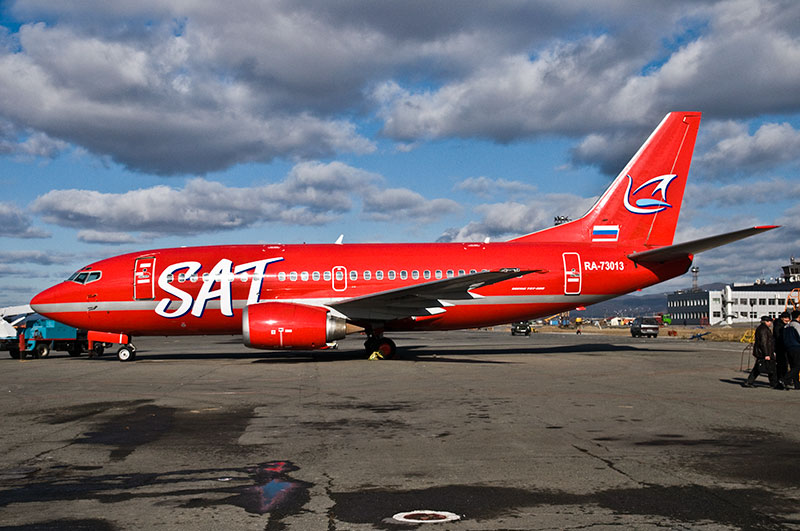
Boeing 737-500 van SAT Airlines

SAT Airlines of Sakhalinskie Aviatrassy (Russisch: Авиакомпания Сахалинские Авиатрассы) was een Russische luchtvaartmaatschappij met haar thuisbasis in Joezjno-Sachalinsk.
Vanuit deze thuisbasis worden passagiers-, vracht- en chartervluchten uitgevoerd binnen Rusland en naar Zuid-Korea en Japan.

## Geschiedenis
SAT Airlines is opgericht in 1992 uit de Sachalin-divisie van Aeroflot onder de naam Sakhalinsk Avia Transport. In 1994 is de naam gewijzigd in SAT Airlines of Sakhalinskie Aviatrassy. SAT Airlines zou in 2006 toetreden tot de alliantie van AiRUnion.

## Diensten
SAT Airlines voert vluchten uit naar: (juli 2007)
- Binnenland: Blagovesjtsjensk, Chabarovsk, Komsomolsk aan de Amoer, Vladivostok, Joezjno-Sachalinsk

- Buitenland: Dalian, Hakodate, Harbin, Sapporo, Seoel

## Vloot
SAT airlines beschikt over de volgende vliegtuigen:(juli 2007)
- 2 Boeing 737-200
- 1 Antonov AN-12V
- 1 Antonov AN-12BP
- 1 Antonov AN-26B
- 5 Antonov AN-24RV
- 2 DeHavilland Canada DHC-8-100
- 2 DeHavilland Canada DHC-8-200